# Main-Lahn-Bahn
| |                         |                                                          |                                                          |
| Streckennummer (DB): | 3610                    |                                                          |                                                          |
| Kursbuchstrecke (DB): | 627 645.2 (S-Bahn)      |                                                          |                                                          |
| Kursbuchstrecke: | 167a (1934) 195b (1946) |                                                          |                                                          |
| Streckenlänge: | 66,5 km                 |                                                          |                                                          |
| Spurweite: | 1435 mm (Normalspur)    |                                                          |                                                          |
| Streckenklasse: | D4                      |                                                          |                                                          |
| Stromsystem: | 15 kV 16,7 Hz ~         |                                                          |                                                          |
| Streckengeschwindigkeit: | 120 km/h                |                                                          |                                                          |
| Zugbeeinflussung: | PZB                     |                                                          |                                                          |
| Zweigleisigkeit: | (durchgehend)           |                                                          |                                                          |
| |                         |                                                          |                                                          |
| \| \| \| Westbahnhöfe[Anm 1] (bis 1888) \| \| \| \| \| von Frankfurt (Main) Süd \| \| \| \| \| Frankfurt (Main) Hbf tief (seit 1978) \| \| \| \| 0,000 \| Frankfurt (Main) Hbf (seit 1888) \| Frankfurt (Main) Hbf (seit 1888) \| \| \| \| nach Friedrichsdorf \| \| \| \| \| \| \| \| \| \| nach Gießen \| \| \| \| \| nach Göttingen \| \| \| \| \| nach Heidelberg \| \| \| \| \| von Frankfurt Hgbf \| \| \| \| \| Frankfurt Außenbf \| \| \| \| 2,061 \| Frankfurt Kleyerstr (Abzw) \| Frankfurt Kleyerstr (Abzw) \| \| \| 5,0+189,865,1+89,22 \| Kilometersprung (Überlänge 0,64 m) \| Kilometersprung (Überlänge 0,64 m) \| \| \| \| nach Wiesbaden (Taunus-Eisenbahn) \| \| \| \| \| nach Mainz (von der Riedbahn) \| \| \| \| \| Flughafenschleife Frankfurt \| \| \| \| \| \| \| \| \| \| nach Frankfurt Mainzer Landstraße (zur Taunus-Eisenbahn) \| \| \| \| \| \| \| \| \| 6,3+34,376,2+134,42 \| Kilometersprung (Überlänge 0,06 m) \| Kilometersprung (Überlänge 0,06 m) \| \| \| 3,6+85,103,6+78,00 \| Kilometersprung (Fehllänge 7,10 m) \| Kilometersprung (Fehllänge 7,10 m) \| \| \| \| Verbindungsbahn vom Frankfurter Osthafen \| \| \| \| 4,455 \| Frankfurt-Griesheim \| Frankfurt-Griesheim \| \| \| 7,140 \| Frankfurt-Nied \| Frankfurt-Nied \| \| \| 7,596 \| Nidda (35 m) \| Nidda (35 m) \| \| \| \| von Frankfurt (Main) Hbf (Taunus-Eisenbahn) \| \| \| \| \| von Bad Soden \| \| \| \| 9,260 \| Frankfurt-Höchst \| Frankfurt-Höchst \| \| \| \| nach Königstein \| \| \| \| 10,388 \| Frankfurt-Höchst Farbwerke \| Frankfurt-Höchst Farbwerke \| \| \| \| Taunus-Eisenbahn nach Wiesbaden \| \| \| \| 11,300 \| Frankfurt-Höchst Farbwerke Ültg \| Frankfurt-Höchst Farbwerke Ültg \| \| \| 12,308 \| Frankfurt-Zeilsheim (seit Mai 2007) \| Frankfurt-Zeilsheim (seit Mai 2007) \| \| \| 14,596 \| Kriftel \| Kriftel \| \| \| 17,010 \| Hofheim (Taunus) \| Hofheim (Taunus) \| \| \| 21,195 \| Lorsbach \| Lorsbach \| \| \| 24,455 \| Schwarzbach (60 m) \| Schwarzbach (60 m) \| \| \| 25,330 \| Eppstein \| Eppstein \| \| \| \| (neuer Tunnel seit 2013 in Betrieb) \| \| \| \| 25,655 \| Eppsteiner Tunnel (alt 200 m, neu 338 m) \| Eppsteiner Tunnel (alt 200 m, neu 338 m) \| \| \| 25,877 \| Daisbach (69 m) \| Daisbach (69 m) \| \| \| \| \| \| \| \| 27,280 \| Eppstein-Bremthal (seit 2001) \| Eppstein-Bremthal (seit 2001) \| \| \| 28,498 \| Niederjosbach \| Niederjosbach \| \| \| \| von Wiesbaden \| \| \| \| 31,897 \| Niedernhausen (Taunus) \| Niedernhausen (Taunus) \| \| \| 36,200 \| Niederseelbach (1903–1971) \| Niederseelbach (1903–1971) \| \| \| 39,709 \| Idstein (Taunus) \| Idstein (Taunus) \| \| \| 43,099 \| Wörsdorf (seit 1980) \| Wörsdorf (seit 1980) \| \| \| 44,570 \| Wörsdorf (bis 1980) \| Wörsdorf (bis 1980) \| \| \| 49,331 \| Bad Camberg \| Bad Camberg \| \| \| 54,079 \| Niederselters \| Niederselters \| \| \| 58,150 \| Oberbrechen \| Oberbrechen \| \| \| 60,278 \| Niederbrechen \| Niederbrechen \| \| \| 63,388 \| Lindenholzhausen \| Lindenholzhausen \| \| \| \| von Wetzlar \| \| \| \| 66,382 \| Eschhofen \| Eschhofen \| \| \| \| nach Koblenz \| \| \| \| \| \| \| \| Quellen: [1][2] \| \| \| \| |                         |                                                          |                                                          |
| Kopfbahnhof Streckenanfang (Strecke außer Betrieb) · Kopfbahnhof Streckenanfang (Strecke außer Betrieb) · Kopfbahnhof Streckenanfang (Strecke außer Betrieb) |                         | Westbahnhöfe (bis 1888)                                  | Westbahnhöfe (bis 1888)                                  |
| Strecke von rechts (im Tunnel) · Strecke (außer Betrieb) · Strecke (außer Betrieb) · Strecke (außer Betrieb) |                         | von Frankfurt (Main) Süd                                 | von Frankfurt (Main) Süd                                 |
| S-Bahnhof (im Tunnel) · Strecke (außer Betrieb) · Strecke (außer Betrieb) · Strecke (außer Betrieb) |                         | Frankfurt (Main) Hbf tief (seit 1978)                    | Frankfurt (Main) Hbf tief (seit 1978)                    |
| Strecke (im Tunnel) · Kopfbahnhof Strecke bis hier außer Betrieb · Kopfbahnhof Strecke bis hier außer Betrieb | 0,000                   | Frankfurt (Main) Hbf (seit 1888)                         | Frankfurt (Main) Hbf (seit 1888)                         |
| Abzweig geradeaus und nach rechts (im Tunnel) · Strecke · Strecke · Strecke |                         | nach Friedrichsdorf                                      | nach Friedrichsdorf                                      |
| Tunnelende · Strecke · Strecke · Strecke |                         |                                                          |                                                          |
| Kreuzung geradeaus unten · Abzweig geradeaus und nach rechts · Strecke · Strecke |                         | nach Gießen                                              | nach Gießen                                              |
| Strecke · Strecke · Abzweig geradeaus und nach links · Kreuzung geradeaus unten |                         | nach Göttingen                                           | nach Göttingen                                           |
| Kreuzung geradeaus unten · Kreuzung geradeaus unten · Abzweig quer und nach links · Kreuzung geradeaus unten |                         | nach Heidelberg                                          | nach Heidelberg                                          |
| Strecke nach links und von rechts · Strecke nach links und von rechts · Strecke von rechts · Strecke |                         | von Frankfurt Hgbf                                       | von Frankfurt Hgbf                                       |
| Dienststation / Betriebs- oder Güterbahnhof · Strecke · Strecke · Strecke |                         | Frankfurt Außenbf                                        | Frankfurt Außenbf                                        |
| Abzweig geradeaus und nach links · Abzweig geradeaus und von rechts · Strecke · Strecke | 2,061                   | Frankfurt Kleyerstr (Abzw)                               | Frankfurt Kleyerstr (Abzw)                               |
| Kilometer-Wechsel · Strecke · Strecke · Strecke | 5,0+189,865,1+89,22     | Kilometersprung (Überlänge 0,64 m)                       | Kilometersprung (Überlänge 0,64 m)                       |
| Kreuzung geradeaus unten · Kreuzung geradeaus unten · Kreuzung geradeaus unten · Abzweig geradeaus und nach rechts |                         | nach Wiesbaden (Taunus-Eisenbahn)                        | nach Wiesbaden (Taunus-Eisenbahn)                        |
| Strecke · Strecke · Strecke nach links · Abzweig quer, nach links und von links |                         | nach Mainz (von der Riedbahn)                            | nach Mainz (von der Riedbahn)                            |
| Strecke · Abzweig geradeaus und nach links · Strecke quer · Kreuzung geradeaus unten |                         | Flughafenschleife Frankfurt                              | Flughafenschleife Frankfurt                              |
| |                         |                                                          |                                                          |
| Kreuzung geradeaus unten und links · Kreuzung geradeaus unten · Strecke quer · Abzweig geradeaus und nach rechts |                         | nach Frankfurt Mainzer Landstraße (zur Taunus-Eisenbahn) | nach Frankfurt Mainzer Landstraße (zur Taunus-Eisenbahn) |
| |                         |                                                          |                                                          |
| Kilometer-Wechsel · Strecke · Strecke | 6,3+34,376,2+134,42     | Kilometersprung (Überlänge 0,06 m)                       | Kilometersprung (Überlänge 0,06 m)                       |
| Strecke · Kilometer-Wechsel · Strecke | 3,6+85,103,6+78,00      | Kilometersprung (Fehllänge 7,10 m)                       | Kilometersprung (Fehllänge 7,10 m)                       |
| Strecke nach links · Abzweig geradeaus, von links und von rechts · Strecke quer · Abzweig quer und nach rechts |                         | Verbindungsbahn vom Frankfurter Osthafen                 | Verbindungsbahn vom Frankfurter Osthafen                 |
| S-Bahnhof | 4,455                   | Frankfurt-Griesheim                                      | Frankfurt-Griesheim                                      |
| S-Bahn-Halt | 7,140                   | Frankfurt-Nied                                           | Frankfurt-Nied                                           |
| Brücke über Wasserlauf | 7,596                   | Nidda (35 m)                                             | Nidda (35 m)                                             |
| Strecke nach halblinks und von rechts · Verschwenkung nach links |                         | von Frankfurt (Main) Hbf (Taunus-Eisenbahn)              | von Frankfurt (Main) Hbf (Taunus-Eisenbahn)              |
| Abzweig geradeaus und von rechts · Strecke |                         | von Bad Soden                                            | von Bad Soden                                            |
| Bahnhof · S-Bahnhof | 9,260                   | Frankfurt-Höchst                                         | Frankfurt-Höchst                                         |
| Abzweig geradeaus und nach rechts · Strecke |                         | nach Königstein                                          | nach Königstein                                          |
| Dienststation / Betriebs- oder Güterbahnhof · S-Bahnhof | 10,388                  | Frankfurt-Höchst Farbwerke                               | Frankfurt-Höchst Farbwerke                               |
| Abzweig geradeaus und nach links · Kreuzung geradeaus oben |                         | Taunus-Eisenbahn nach Wiesbaden                          | Taunus-Eisenbahn nach Wiesbaden                          |
| Strecke nach links · Abzweig geradeaus und von rechts | 11,300                  | Frankfurt-Höchst Farbwerke Ültg                          | Frankfurt-Höchst Farbwerke Ültg                          |
| S-Bahn-Halt | 12,308                  | Frankfurt-Zeilsheim (seit Mai 2007)                      | Frankfurt-Zeilsheim (seit Mai 2007)                      |
| S-Bahnhof | 14,596                  | Kriftel                                                  | Kriftel                                                  |
| Bahnhof mit S-Bahn-Halt | 17,010                  | Hofheim (Taunus)                                         | Hofheim (Taunus)                                         |
| S-Bahnhof | 21,195                  | Lorsbach                                                 | Lorsbach                                                 |
| Brücke über Wasserlauf | 24,455                  | Schwarzbach (60 m)                                       | Schwarzbach (60 m)                                       |
| S-Bahnhof | 25,330                  | Eppstein                                                 | Eppstein                                                 |
| Verschwenkung von links (Strecke außer Betrieb) · Verschwenkung von rechts |                         | (neuer Tunnel seit 2013 in Betrieb)                      | (neuer Tunnel seit 2013 in Betrieb)                      |
| Tunnel (Strecke außer Betrieb) · Tunnel | 25,655                  | Eppsteiner Tunnel (alt 200 m, neu 338 m)                 | Eppsteiner Tunnel (alt 200 m, neu 338 m)                 |
| Brücke über Wasserlauf (Strecke außer Betrieb) · Brücke über Wasserlauf | 25,877                  | Daisbach (69 m)                                          | Daisbach (69 m)                                          |
| Verschwenkung nach links (Strecke außer Betrieb) · Verschwenkung nach rechts |                         |                                                          |                                                          |
| S-Bahn-Halt | 27,280                  | Eppstein-Bremthal (seit 2001)                            | Eppstein-Bremthal (seit 2001)                            |
| S-Bahn-Halt | 28,498                  | Niederjosbach                                            | Niederjosbach                                            |
| Abzweig geradeaus und von links |                         | von Wiesbaden                                            | von Wiesbaden                                            |
| Bahnhof mit S-Bahn-Halt | 31,897                  | Niedernhausen (Taunus)                                   | Niedernhausen (Taunus)                                   |
| ehemaliger Haltepunkt / Haltestelle | 36,200                  | Niederseelbach (1903–1971)                               | Niederseelbach (1903–1971)                               |
| Bahnhof | 39,709                  | Idstein (Taunus)                                         | Idstein (Taunus)                                         |
| Haltepunkt / Haltestelle | 43,099                  | Wörsdorf (seit 1980)                                     | Wörsdorf (seit 1980)                                     |
| ehemaliger Bahnhof | 44,570                  | Wörsdorf (bis 1980)                                      | Wörsdorf (bis 1980)                                      |
| Bahnhof | 49,331                  | Bad Camberg                                              | Bad Camberg                                              |
| Haltepunkt / Haltestelle | 54,079                  | Niederselters                                            | Niederselters                                            |
| Haltepunkt / Haltestelle | 58,150                  | Oberbrechen                                              | Oberbrechen                                              |
| Bahnhof | 60,278                  | Niederbrechen                                            | Niederbrechen                                            |
| Haltepunkt / Haltestelle | 63,388                  | Lindenholzhausen                                         | Lindenholzhausen                                         |
| Abzweig geradeaus und von rechts |                         | von Wetzlar                                              | von Wetzlar                                              |
| Bahnhof | 66,382                  | Eschhofen                                                | Eschhofen                                                |
| Strecke |                         | nach Koblenz                                             | nach Koblenz                                             |
| |                         |                                                          |                                                          |
| Quellen: |                         |                                                          |                                                          |

Die Main-Lahn-Bahn (auch Limburger Bahn oder Taunusstrecke genannt) ist eine zweigleisige, elektrifizierte Hauptbahn in Hessen. Sie führt von Frankfurt am Main nach Eschhofen bei Limburg an der Lahn.

## Geschichte

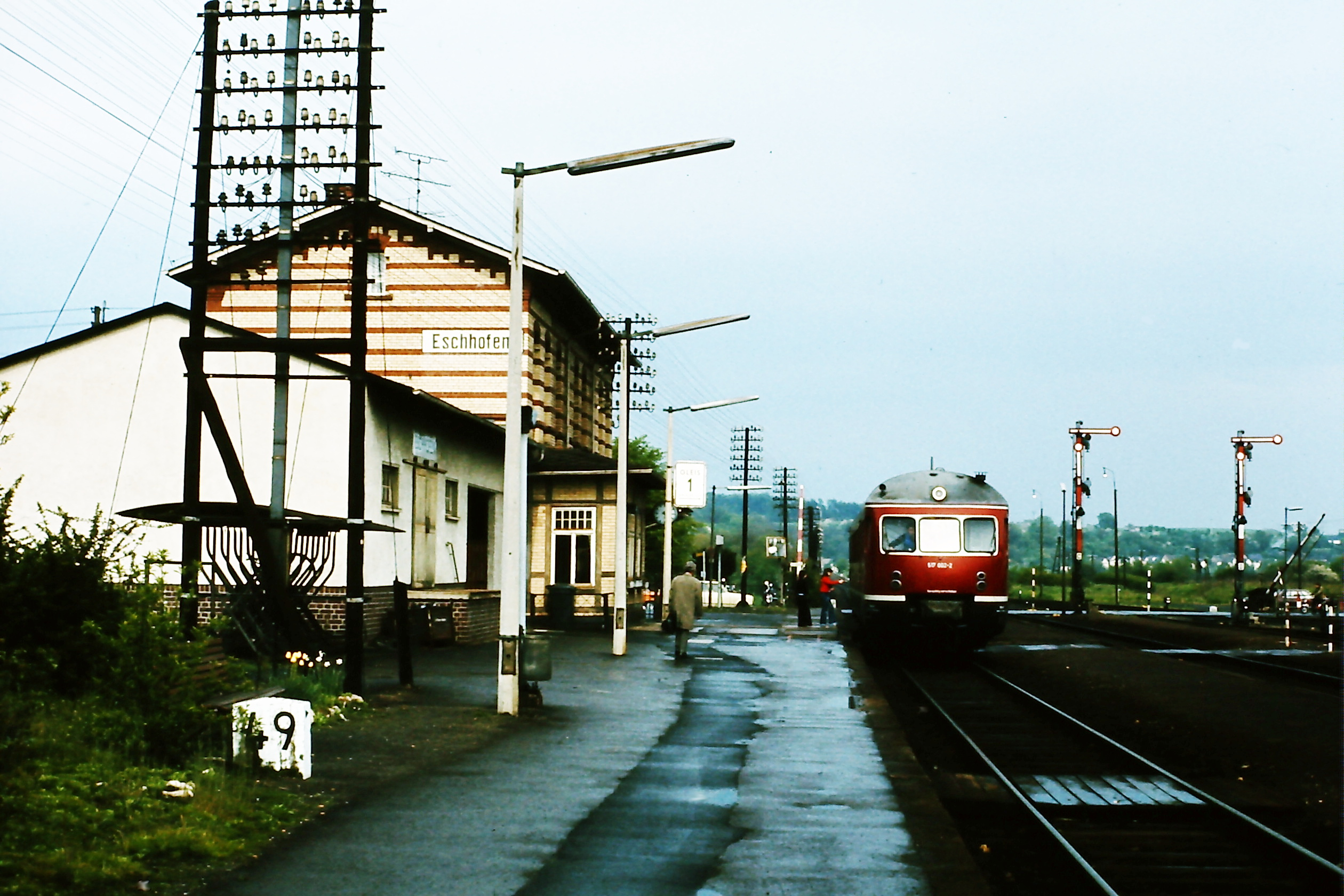
Bahnhof Eschhofen im Juli 1980, am Bahnsteig ein Akku-Triebwagen der Baureihe 517.

### Strecke
Seit 1850 wurde über eine mitten durch den Taunus führende Strecke zwischen Main und Lahn nachgedacht. Mit dem Streckenbau wurde aber erst aufgrund des preußischen Gesetzes vom 25. März 1872 begonnen. Die Konzession erhielt die Hessische Ludwigsbahn (HLB). Der Baubeginn erfolgte von Eschhofen aus und jedes fertige Teilstück diente zunächst hauptsächlich dem Materialtransport, um den Bau weiter voranzutreiben. Das erste Teilstück zwischen Eschhofen und Niederselters wurde am 1. Februar 1875 dem Verkehr übergeben, insgesamt wurde die Strecke am 15. Oktober 1877 eröffnet. Die Zweigstrecke vom Bahnhof Niedernhausen nach Wiesbaden Hauptbahnhof, genannt „Ländchesbahn“, wurde am 1. Juli 1879 eröffnet. Mit der Verstaatlichung der Hessischen Ludwigsbahn, die überwiegend in die neue Eisenbahndirektion Mainz umgeformt wurde, kam die Strecke zum 1. April 1897 an die Eisenbahndirektion Frankfurt.
Von 1911 bis 1913 wurde die Strecke zweigleisig ausgebaut, 1971 zwischen Höchst und Niedernhausen, 1986 zwischen Niedernhausen und Limburg elektrifiziert.
Der am 15. Oktober 1878 angelegte Bahnhof Wörsdorf befand sich nördlich von Wörsdorf in Höhe des Hofs Henriettenthal und diente der Anbindung von Wörsdorf, Wallrabenstein und Walsdorf. Er wurde am 20. Oktober 1980 durch einen Haltepunkt am westlichen Ortsrand von Wörsdorf ersetzt. Das Stellwerk des alten Bahnhofs wurde außer Betrieb genommen und der Bahnhof zunächst als Gütertarifpunkt beibehalten.

### Eppsteiner Tunnel

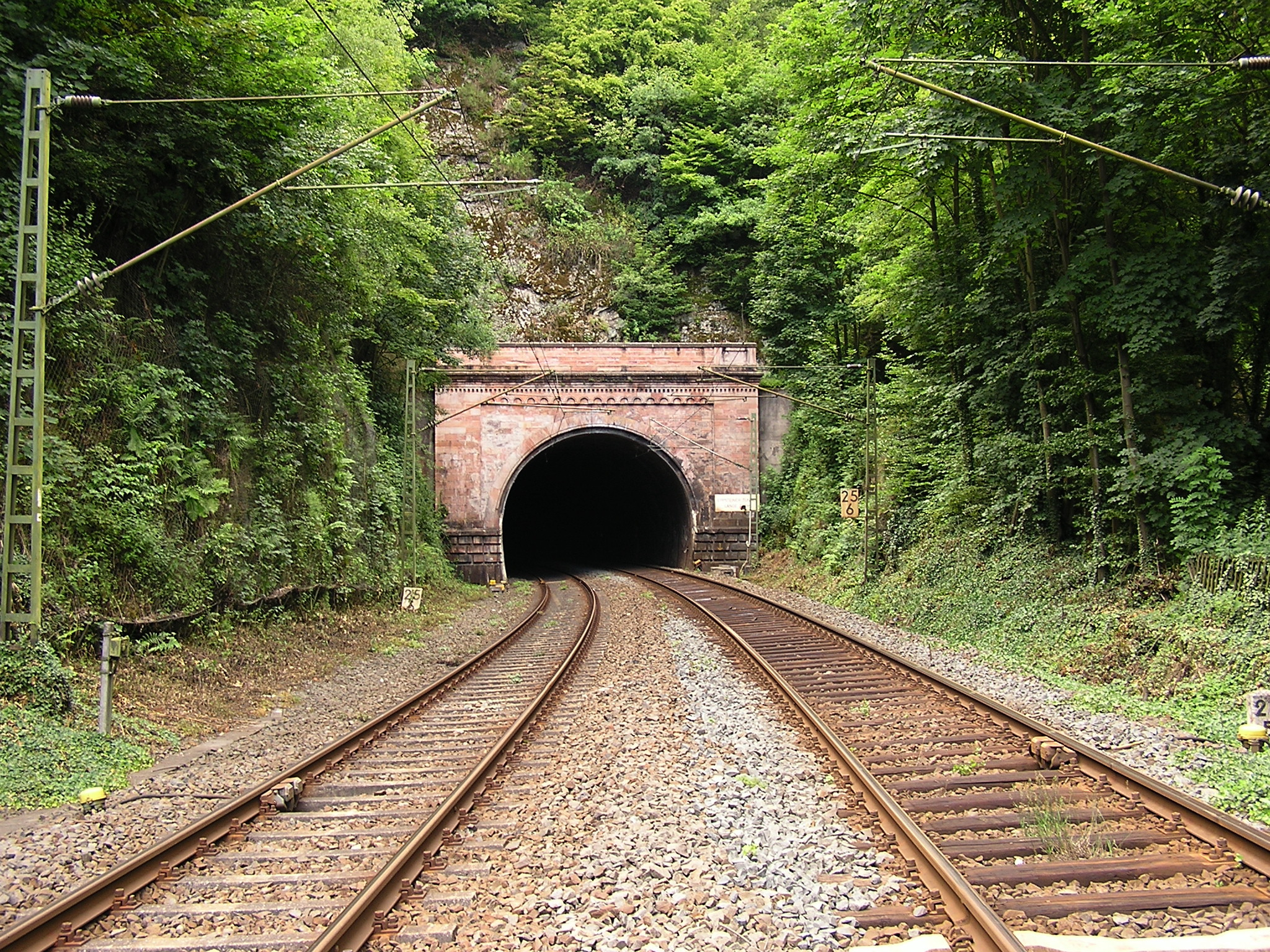
Ostportal des alten Eppsteiner Tunnels

Der Eppsteiner Tunnel musste zu Anfang des 21. Jahrhunderts saniert werden. Das Aufarbeiten des bestehenden Tunnels unter laufendem Betrieb wäre nur mit jahrelangen, erheblichen Behinderungen des Bahnverkehrs unter Aufgabe des S-Bahn-Taktes möglich gewesen. Eine neue Betonschale im Inneren des alten Tunnels hätte dessen Querschnitt zudem soweit reduziert, dass er nicht mehr zweigleisig hätte ausgelegt werden können und deshalb für die Gegenrichtung ohnehin ein neuer Tunnel hätte gebaut werden müssen. Insgesamt kam deshalb der Bau eines neuen Tunnels günstiger. Ostern 2013 wurden im Laufe von vier Tagen die Gleise auf beiden Seiten des Tunnels vom alten in den neuen Tunnel verschwenkt und anschließend der Betrieb aufgenommen. Es wurden 30 Millionen Euro in das Tunnelbauwerk investiert. Der alte Tunnel wurde größtenteils verfüllt und zu einem Fledermausdomizil.
Im Zusammenhang mit dem Neubau des Eppsteiner Tunnels wurde auch der Bahnhof Eppstein umgebaut. Der Tunnelneubau bedingte eine neue Gleisführung im Bahnhof, einschließlich neu angelegter Bahnsteige. Die Freiflächen wurden neu gestaltet. Im alten, von der Bahn nicht mehr genutzten, 2007 restaurierten und denkmalgeschützten Empfangsgebäude wurden eine Verwaltungsstelle der Stadt (Bürgerbüro) und ein Kulturcafé eingerichtet. Die ebenfalls denkmalgeschützte Güterhalle wurde dagegen abgerissen.

### Unfälle
Am 13. Mai 1953 entgleiste zwischen Oberbrechen und Niederselters die Dampflokomotive 93 742 aufgrund eines „Gleisfehlers“. Sie stürzte eine Böschung hinab. Dabei starb der Lokomotivführer.

## Betrieb

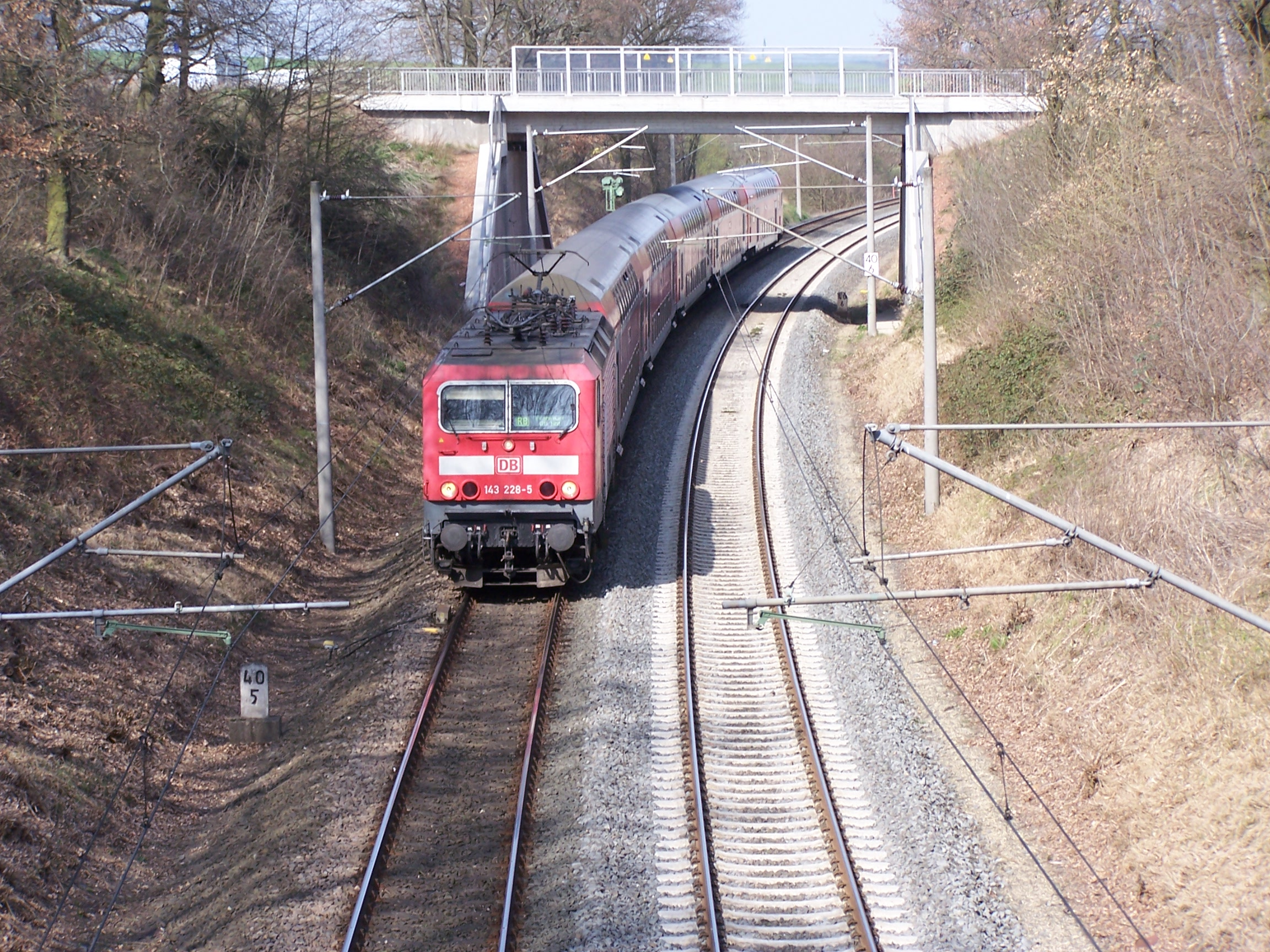
Lok der Baureihe 143 mit Doppelstockwagen als Stadtexpress nach Frankfurt bei Idstein (Taunus)

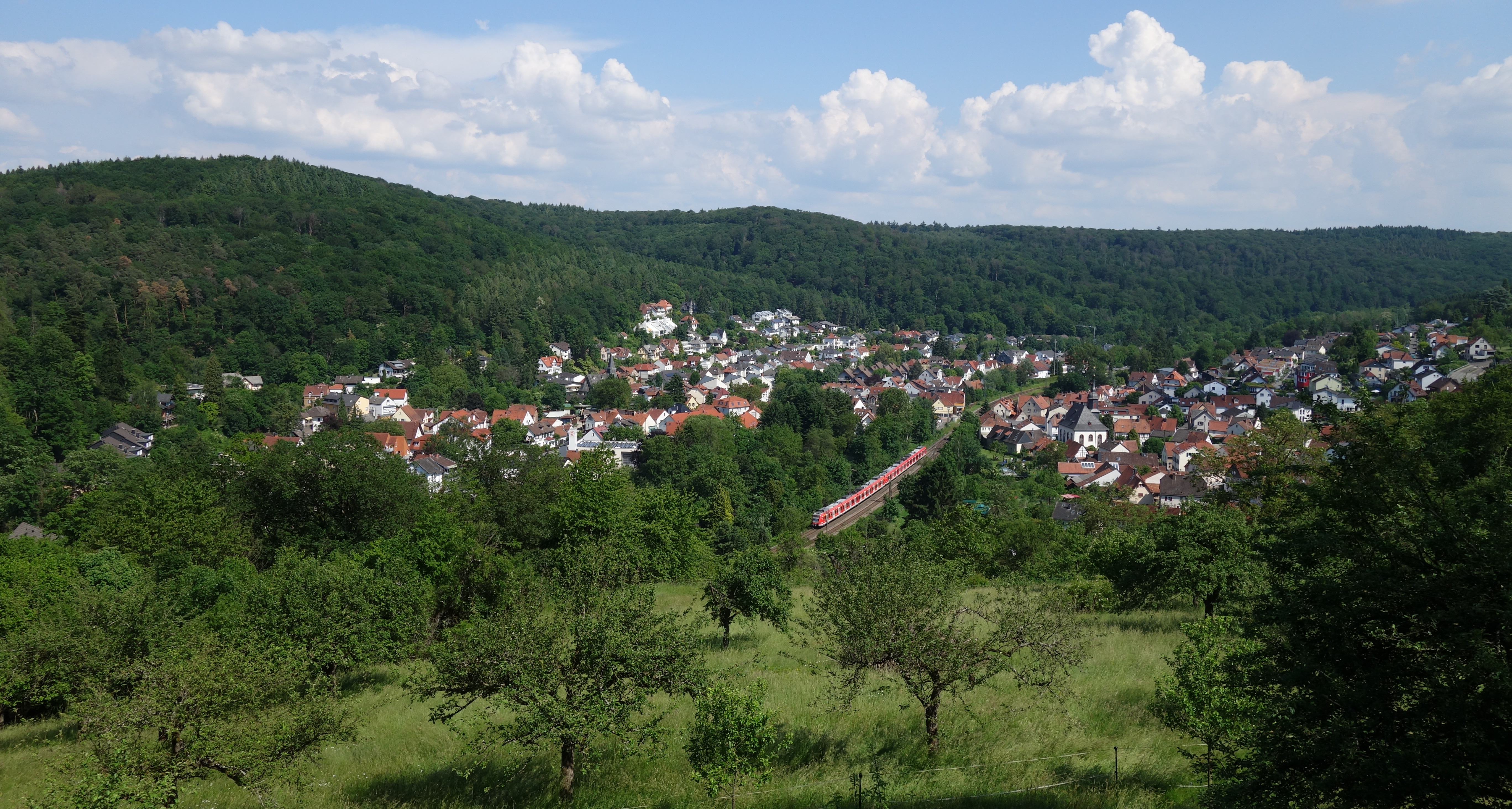
Triebzug der Baureihe 423 in Lorsbach als S2 auf der Fahrt nach Niedernhausen.

Der Betrieb mit Dampflokomotiven endete 1972. 1978 begann der Betrieb der S-Bahn-Linie S2 zwischen Frankfurt (Main) Hbf und Niedernhausen mit den Elektrotriebwagen der Baureihe 420. Seit 2014 verkehren hier ausschließlich die Züge der Baureihe 423. Anfang 2006 wurden die Stadt-Express- und Regional-Express-Züge mit Lokomotiven der Baureihe 143 und seit 2008 Doppelstockwagen der Baureihe 767.1 umgestellt. Seit 2021 werden die Züge auf Lokomotiven der Baureihe 146.1 umgestellt.

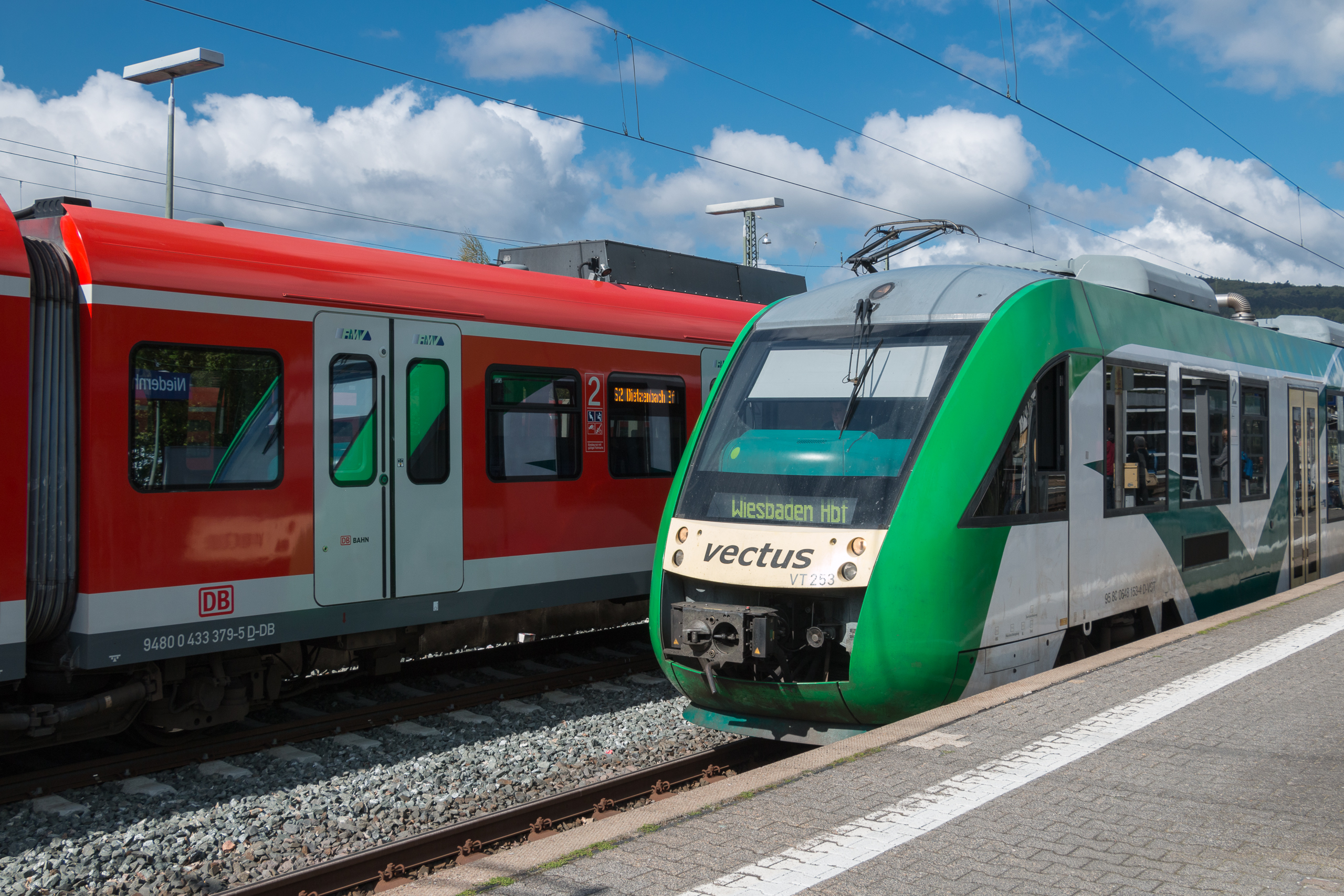
Triebwagen des Typs LINT 41 der Vectus Verkehrsgesellschaft im Bahnhof Niedernhausen

Auf dem Abschnitt zwischen Limburg (Lahn) und Niedernhausen verkehren auch die Züge der Linie RB 21, die von Niedernhausen weiter nach Wiesbaden Hauptbahnhof fahren. Von 2004 bis Dezember 2014 wurden die meisten dieser Züge von der vectus Verkehrsgesellschaft mit LINT-Triebwagen gefahren.
Zum Fahrplanwechsel im Dezember 2014 gab es einige Änderungen im Fahrplan. Die Leistungen der RB 21 von vectus gingen an die Hessische Landesbahn. Diese Züge fuhren seitdem nur noch am Sonntag weiter bis nach Limburg (Lahn). Somit fuhren die Stadtexpress-Züge von Montag bis Samstag im Stundentakt bis Frankfurt (Main) Hbf. Die RE-Züge fahren nicht mehr am Vormittag. Zusätzlich wurde jedoch der Fahrplan am Abend ausgeweitet. Die letzte Regionalbahn der DB fuhr seitdem zwei Stunden später, um 20:18 Uhr ab Limburg und um 22:31 Uhr ab Frankfurt. Zudem gibt es noch ein weiteres Zugpaar um 22:18 Uhr ab Limburg. Dieser Zug fährt erst um 0:28 Uhr ab Frankfurt. Der Zug wurde von der HLB mit einem LINT 41 gefahren.
Die meisten Züge der Linie RB 21 werden seit Dezember 2015 aus insgesamt sechs Desiro-Classic-Triebwagen, die zuvor auf der Kahlgrundbahn im Einsatz waren, gebildet. Die verlängerten Züge nach Limburg zur Hauptverkehrszeit fahren in Doppeltraktion. Zudem wird ein Zugpaar (6:10 Uhr ab Limburg, 15:36 Uhr ab Wiesbaden) mit zwei Stadler GTW gefahren, welche sonst auf der Dreiländerbahn (RB 29, RB 90) im Einsatz sind. Seit 2023 werden auf der RB21 ausschließlich ex TSB Lint 41 Triebwagen eingesetzt.
Zum Fahrplanwechsel im Dezember 2016 wurde die Linie SE  20 in RB  22 umbenannt.

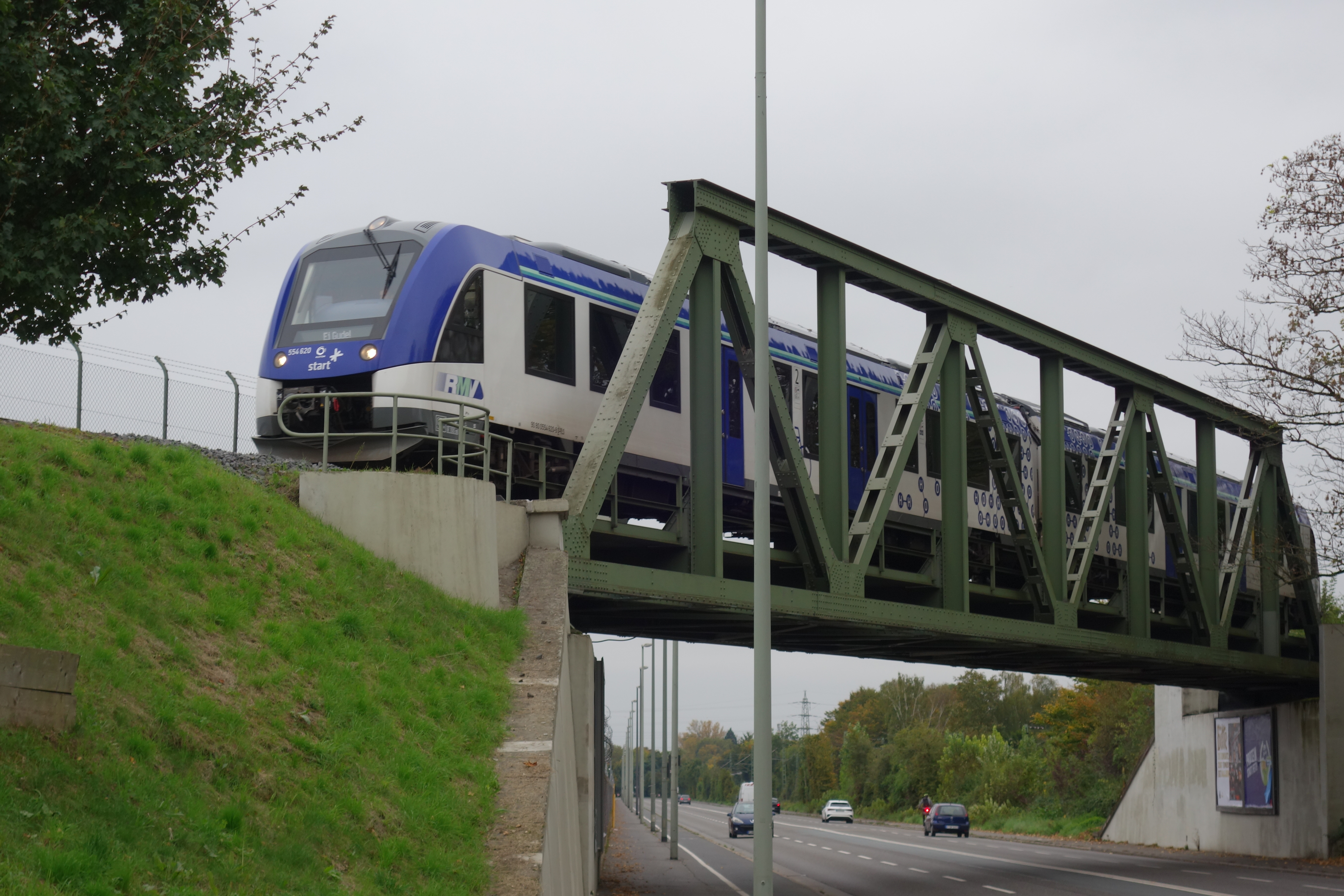
iLint-Triebwagen auf der Brücke, die die Main-Lahn-Bahn mit dem Werksbahnnetz des Industrieparks Höchst verbindet.

Über ein Stück der Main-Lahn-Bahn wird auch der Verkehr von und zum Industriepark Höchst geführt. Seit Ende 2022 sind dies nicht mehr nur Güterzüge, sondern sehr häufig Brennstoffzellentriebwagen vom Typ iLint der Regionalverkehre Start Deutschland auf dem Weg zu ihrer Wasserstofftankstelle. Dazu fahren sie über die Brücke über die Hoechster-Farben-Straße, die die Main-Lahn-Bahn mit dem Werksinternen Eisenbahnnetz des Industrieparks Höchst verbindet.
| Linie | Anfangsbahnhof | Verlauf                            | Zielbahnhof          | Takt                        | Takt   | Takt    | Eingesetzte Fahrzeuge            |
| Linie | Anfangsbahnhof | Verlauf                            | Zielbahnhof          | HVZ                         | NVZ    | SVZ     | Eingesetzte Fahrzeuge            |
| ----- | -------------- | ---------------------------------- | -------------------- | --------------------------- | ------ | ------- | -------------------------------- |
| RE 20 | Limburg        | Niedernhausen, Frankfurt-Höchst    | Frankfurt            | 60 min                      | –      | –       | 146/114 mit 4–6 Doppelstockwagen |
| RB 21 | (Limburg)      | Niedernhausen                      | Wiesbaden            | einzelne Fahrten ab Limburg | –      | –       | 648                              |
| RB 22 | Limburg        | Niedernhausen, Frankfurt-Höchst    | Frankfurt            | 30 min                      | 60 min | 120 min | 146/114 mit 4–6 Doppelstockwagen |
| S1    | Wiesbaden      | Frankfurt-Höchst, Frankfurt (tief) | Rödermark-Ober Roden | 15 min                      | 30 min | 60 min  | 430                              |
| S2    | Niedernhausen  | Frankfurt-Höchst, Frankfurt (tief) | Dietzenbach          | 15 min                      | 30 min | 60 min  | 423                              |